# Strakonice (distrito)
Strakonice é um distrito da República Checa na região de Boémia do Sul, com uma área de 1.032 km² com uma população de 69 863 habitantes (2002) e com uma densidade populacional de 68 hab/km².